# Chorda tympani

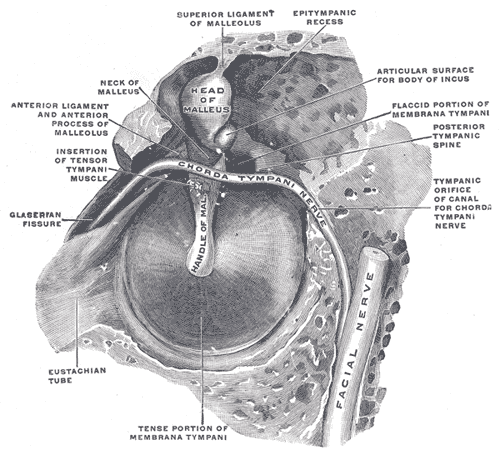
Rechter trommelvlies met hamer en chorda tympani gezien van binnenuit, van achter en van boven.

De hersenzenuwen VII en VIII en het middenoor. 1. Nervus vestibularis ; 2. Nervus cochlearis, 3 Nervus intermediofacialis, 4. Ganglion geniculi, 5 Chorda tympani, 6 Cochlea, 7 Ductus semicirculares, 8 Malleus, 9 Membrana tympani, 10 Tuba auditiva.

De chorda tympani is een zenuw die aftakt van de nervus facialis (hersenzenuw VII) in de canalis facialis (het kanaaltje door de schedelbasis waar deze zenuw doorheen loopt), vlak voor deze zenuw de schedel verlaat.
De chorda tympani vervoert de informatie van de smaakpapillen in het voorste twee derde deel van de tong, naar het smaakcentrum in het brein. Deze zenuw loopt door het middenoor.

## Smaak
Bij de smaakwaarneming zijn drie hersenzenuwen betrokken. De nervus facialis, de nervus glossopharyngeus en de nervus vagus. Het smaaksysteem maakt gebruik van een ingewikkeld terugkoppelingssysteem, waarbij elke zenuw de signalen van andere zenuwen onderdrukt. De chorda tympani blijkt een bijzonder sterke onderdrukkende invloed te hebben op de andere smaakzenuwen en op de pijnvezels in het voorste deel van de tong. Beschadiging van de chorda tympani leidt daardoor tot verstoring van de activiteit van andere zenuwen, die minder geremd worden.

## Zenuwvezels
De chorda tympani brengt twee soorten zenuwvezels van hun oorsprong met de nervus facialis naar de nervus lingualis die ze naar hun eindbestemming brengt. (De nervus lingualis is een tak van de nervus trigeminus en vervoert tast- en pijnprikkels van de tong.)
- Sensorische vezels die de smaaksensaties van het voorste 2/3e deel van de tong vervoeren;
- "Presynaptische parasympathische" vezels naar de zenuwknoop die gelegen is bij de onderkaak (het ganglion submandibulare) die de onderkaakspeekselklier en de ondertongspeekselklieren en de bloedvaten van de tong reguleren.

## Pad
De chorda tympani gaat als onderdeel van de nervus facialis de schedel binnen, loopt dan van achter naar voren door het middenoor, en passeert daarbij de gehoorbeentjes, met name de hamer (malleus) en het aambeeld (incus).
De zenuw loopt vervolgens door een spleet in het rotsbeen en komt tevoorschijn in de ruimte onder het jukbeen waar hij zich bij de nervus lingualis voegt.

## Meer illustraties

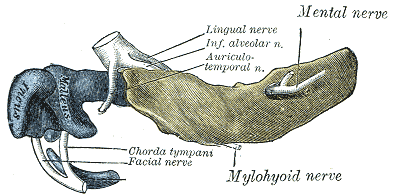
Onderkaak van een menselijk embryo van 24 mm lang.
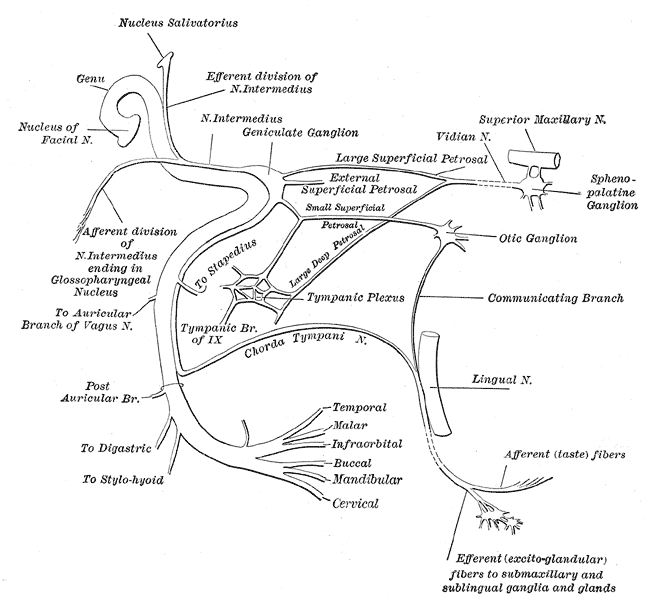
Route van de nervus facialis en intermedius en hun verbindingen met andere zenuwen.
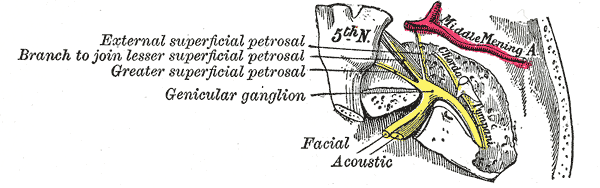
Het verloop van de nervus facialis door het slaapbeen (en rotsbeen).
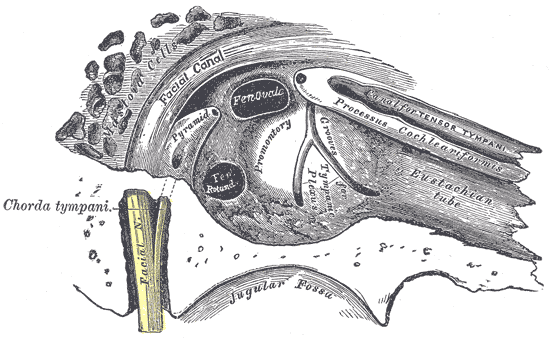
Binnenste wand van de trommelholte (middenoor).